# Tagalak
Tagalak (en anglès Tagalak Island; en aleutià Tagalax̂) és una petita illa deshabitada del grup de les illes Andreanof, a les illes Aleutianes, Alaska. Es troba a l'est de Chugul. S'alça fins als 249 msnm. Va ser registrada a les cartes nàutiques per Joseph Billings el 1790.